# Новокільбахтіно
Новокільба́хтіно (рос. Новокильбахтино, башк. Яңы Килбаҡты) — присілок у складі Калтасинського району Башкортостану, Росія. Адміністративний центр Новокільбахтінської сільської ради.
Населення — 360 осіб (2010; 394 у 2002).
Національний склад:
- марійці — 99 %